# معركة القديس كوتهارد
معركة القديس كوتهارد وقعت في 1 أغسطس 1664م ببلدة زينتجوتثارد بمقاطعة فاس غرب المجر ، بين قوات الدولة العثمانية وقوات أوروبية تتزعمها مملكة فرنسا والإمبراطورية الرومانية المقدسة ، انتهت بانتصار القوات الأوروبية، وبالرغم من أن العثمانيين انهزموا عسكرياً لكنهم تمكنوا من التفاوض على معاهدة فسفار .